# HMS Iron Duke (F234)
La HMS Iron Duke (F234) es una fragata Tipo 23 de la Royal Navy comisionada en 1993.

## Construcción
Construida por Yarrow, fue puesta en gradas en 1988, botada en 1991 y asignada en 1993.

## Historia de servicio
En 2004 la fragata HMS Iron Duke cumplió una patrulla del Atlántico en las Islas Malvinas. En 2014 cumplió una nueva patrulla en Malvinas.